# Xu Guangqi
Xu Guangqi (chiń. upr. 徐光启; chiń. trad. 徐光啓; pinyin Xú Guāngqǐ; Wade-Giles Hsü Kuang-ch’i; ur. 24 kwietnia 1562 w Szanghaju, zm. 8 listopada 1633 w Pekinie) – chiński matematyk, astronom i tłumacz; członek dynastii Ming. Konwertyta i sługa Boży Kościoła katolickiego.

## Życiorys
Urodził się 24 kwietnia 1562 roku w Szanghaju, jako Xu Guangqi (po przejściu na katolicyzm, przyjął chrzcielne imię Paweł). W 1604 roku uzyskał najwyższy stopień w egzaminach urzędniczych, a następnie podjął studia pod kierunkiem jezuickiego misjonarza Mattea Ricciego. Wraz ze swoim nauczycielem dokonał pierwszego przekładu europejskich dzieł literackich na język chiński. Przetłumaczył książki z dziedziny matematyki, geografii i hydrauliki, spośród których najsłynniejszym przekładem są Elementy Euklidesa. W 1629 roku otrzymał wysokie stanowisko na dworze cesarskim, dzięki zwycięstwu w konkursie, polegającym na jak najdokładniejszym ustaleniu zaćmienia Słońca. Podczas najazdu Mandżurów, Xu przekonał cesarza, by wysłać przeciwko nim żołnierzy z zachodu i użyć broni palnej, jednakże misja zakończyła się niepowodzeniem i w 1644 roku Mandżurowie opanowali całe Chiny. Xu zmarł 8 listopada 1633 roku w Pekinie. W 2011 roku rozpoczął się jego proces beatyfikacyjny.